# Mercury Monterey
Monterey je veliki jednovolumen, kojeg proizvodi Ford Motor Company, a isključivo na tržištu SAD-a od jeseni 2003. godine prodaje marka Mercury.
Monterey je izgrađen na jednakoj platformi kao i Ford Freestar, od kojeg se izgledom razlikuje tek u sitnim detaljima, a u ponudi je isključivo 4.2-litreni V6 motor s 201 KS. Svojim ulaskom u prodaju Monterey je popunio prazninu u ponudi tvrtkinog minivana nastalu 2002. nakon povlačenja modela Villager iz prodaje.